# Frère sommeil
Pour plus de détails, voir Fiche technique et Distribution.
Frère sommeil (titre original : Schlafes Bruder) est un film allemand réalisé par Joseph Vilsmaier, sorti en 1995.

## Synopsis
C'est l'histoire de Elias Alder, un enfant vivant à Eschberg, un hameau de montagne, exceptionnellement sensible à la musique (et à tous les sons de la nature) à laquelle il se consacre corps et âme sans jamais avoir appris le solfège. Il répare et améliore l'orgue de l'église de son village, aidé par Peter, son seul ami qui en est amoureux. Elias est aussi aimé d'Elsbeth, une fille promise à un autre garçon, mais il ne répond pas à ses avances. Jaloux, un soir de Noël, Peter incendie le village et tous sauf Elias, ses parents et Peter fuient à Feldberg, la ville proche. 
Un jour, un inspecteur des orgues vient dans le hameau et découvre l'orgue et les qualités d'Elias. Il l'emmène à Feldberg pour le faire jouer dans la cathédrale où il étonne par une improvisation sur un choral de J.-S. Bach. Il retourne avec Peter à Eschberg où il meurt d'une intoxication due à l'ingestion de belladone qu'il se prépare pour ne plus dormir (dans le film on le voit écraser sur une pierre une amanite tue-mouches).

## Fiche technique
- Titre : Frère sommeil
- Titre original : Schlafes Bruder
- Réalisation : Joseph Vilsmaier
- Scénario : Robert Schneider, d'après son roman du même titre
- Production : Danny Krausz, Joseph Vilsmaier
- Société(s) de production : Senator Film Produktion
- Musique : Enjott Schneider et Hubert von Goisern
- Photographie : Joseph Vilsmaier
- Montage : Alexander Berner
- Décors : Rolf Zehetbauer
- Pays d'origine :  Allemagne
- Format : Couleurs - 2,35:1 - Dolby Digital - 35 mm
- Genre : Drame
- Durée : 127 minutes
- Date de sortie : 8 septembre 1995, Toronto International Film Festival

## Distribution
- André Eisermann : Elias
- Dana Vávrová : Elsbeth
- Ben Becker : Peter
- Jochen Nickel : le charbonnier Michel
- Jürgen Schornagel (en) : le vicaire Benzer
- Paulus Manker : Oskar
- Michaela Rosen : Seffin
- Péter Franke : Seff
- Detlef Bothe : Lukas
- Michael Mendl : Nulf
- Eva Mattes : Nulfin
- Angelika Bartsch : Burga
- Lena Stolze : Oskarin
- Heinz Emigholz : Haintz
- Regina Fritsch : Hebamme / Midwife
- Herbert Knaup : Cantor Goller / Choirmaster Goller
- Martin Heesch : Paul
- Gilbert von Sohlern : Albert

## Autour du film
- Les mots « Schlafes Bruder » sont la fin du titre d'un choral de Jean-Sébastien Bach « Komm, o Tod, du Schlafes Bruder » (« Viens à moi, Mort, toi la sœur du sommeil ») extrait de la cantate « Ich will den Kreuzstab gerne tragen » (« Je porterai volontiers la Croix »).
- Pour comprendre le sens véritable, il faut penser qu'en allemand, la mort est du genre masculin (der Tod). Pour bien le traduire il faudrait donc dire « mort, frère du sommeil ».
- Le film est adapté du roman de l'auteur autrichien Robert Schneider, fresque de la vie dans un village reculé où deux noms de famille dominent, et où la consanguinité fait des ravages.